# Callopistria latreillei
Callopistria latreillei là một loài bướm đêm trong họ Noctuidae.